# پت فین (بازیگر)
پت فین (انگلیسی: Pat Finn؛ زادهٔ ۳۱ ژوئیهٔ ۱۹۶۵) هنرپیشه اهل ایالات متحده آمریکا است.
از فیلم‌ها یا برنامه‌های تلویزیونی که وی در آن نقش داشته‌است می‌توان به دکتر هاوس، جادوگران محله ویورلی، زندگی سوئیت زاک و کودی، عزب، و پیچیده‌است اشاره کرد.